# Аерокочење
Аерокочење је маневар током свемирског лета којим се смањује највиша тачка у елиптичној орбити (апоапсис) пролетањем сонде кроз атмосферу током најниже тачке орбите (периапсис). Резултат маневра је аеродинамички отпор који успорава сонду. Аерокочење се користи када летелица треба да врши научна истраживања из ниске орбите након уласка у примарну орбиту око небеског тела које поседује атмосферу и захтева мању количину горива од коришћења ракетних мотора.